# Choren Grigorian
Choren Iwanowicz (Owanesowicz) Grigorian (ros. Хорен Иванович (Ованесович) Григорян, ur. w marcu 1902 we wsi Sewakar w guberni jelizawetgradzkiej, zm. 16 maja 1956 w Baku) – funkcjonariusz radzieckich organów bezpieczeństwa, generał major, minister spraw wewnętrznych Armeńskiej SRR (1947-1953).

## Życiorys
Ormianin, po ukończeniu 1911 szkoły wiejskiej studiował do 1915 w seminarium duchownym w Şuşy, a 1915-1916 w Akademii Duchownej w Erywaniu, w latach 1922-1925 student rabfaku w Baku. Od marca 1917 do sierpnia 1918 był kurierem Rady Delegatów Robotniczych, Żołnierskich i Chłopskich w Baku, od stycznia do maja 1920 żołnierz Armii Czerwonej, 1920-1921 i ponownie od października 1925 członek RKP(b)/WKP(b), od września 1921 funkcjonariusz Czeki/GPU Azerbejdżańskiej SRR. Od grudnia 1932 do czerwca 1933 pomocnik szefa Wydziału Tajno-Politycznego GPU Armeńskiej SRR, od czerwca 1933 do września 1934 pełnomocnik operacyjny Miejskiego Oddziału GPU/NKWD w Gandży, od września 1934 do grudnia 1937 szef Oddziału 6 Wydziału Tajno-Politycznego Zarządu Bezpieczeństwa Państwowego (UGB) NKWD Azerbejdżańskiej SRR, od 13 stycznia 1936 starszy porucznik bezpieczeństwa państwowego. Od grudnia 1937 do lutego 1939 szef Wydziału 11 UGB NKWD Azerbejdżańskiej SRR, od lutego do sierpnia 1939 szef Wydziału 3 UGB NKWD Azerbejdżańskiej SRR, od 25 marca 1939 kapitan bezpieczeństwa państwowego, od sierpnia 1939 do marca 1941 szef Wydziału 2 UGB NKWD Azerbejdżańskiej SRR, od marca do 31 lipca 1941 szef Wydziału Tajno-Politycznego NKGB Azerbejdżańskiej SRR, od sierpnia 1941 do maja 1943 szef Wydziału Tajno-Politycznego NKWD Azerbejdżańskiej SRR, 27 maja 1942 awansowany na majora, a 14 lutego 1943 na pułkownika bezpieczeństwa państwowego. Od 18 lipca 1943 do 31 lipca 1947 zastępca ludowego komisarza/ministra, a od 31 lipca 1947 do 16 marca 1953 minister spraw wewnętrznych Armeńskiej SRR, 14 grudnia 1944 mianowany komisarzem bezpieczeństwa państwowego, a 9 lipca 1945 generałem majorem. Od 31 marca do 15 maja 1953 szef Zarządu MWD okręgu erywańskiego, od 15 maja 1953 do 30 stycznia 1954 szef Wydziału 4 MWD Armeńskiej SRR, zwolniony „z powodu dyskredytacji” i odesłany na emeryturę. 3 stycznia 1955 pozbawiony stopnia generalskiego, 21 stycznia 1955 aresztowany, 26 kwietnia 1956 skazany na śmierć w związku ze „sprawą Bagirowa”, następnie rozstrzelany.

## Odznaczenia
- Order Lenina (21 lutego 1945)
- Order Czerwonego Sztandaru (dwukrotnie - 15 stycznia 1945 i 30 stycznia 1951)
- Order Wojny Ojczyźnianej I klasy (24 sierpnia 1949)
- Order Czerwonego Sztandaru Pracy (1942)
- Order „Znak Honoru” (20 września 1943)
- Odznaka "Honorowy Funkcjonariusz Czeki/GPU (XV)" (13 stycznia 1936)
- Odznaka "Zasłużony Funkcjonariusz MWD" (2 listopada 1948)